# Dypsis louvelii
Dypsis louvelii är en enhjärtbladig växtart som beskrevs av Henri Lucien Jumelle och Joseph Marie Henry Alfred Perrier de la Bâthie. Dypsis louvelii ingår i släktet Dypsis och familjen Arecaceae. IUCN kategoriserar arten globalt som sårbar. Inga underarter finns listade i Catalogue of Life.